# Stade olympique de Munich
Le stade olympique de Munich (en allemand : Olympiastadion München) est un stade situé à Munich en Allemagne. Se trouvant dans le Parc olympique de Munich au nord de la ville, il a été construit pour accueillir les Jeux olympiques d'été de 1972. C'est l'un des bâtiments les plus importants de l'architecture d'après-guerre de l'Allemagne de l'Ouest et est un point de repère de Munich. Comme les autres bâtiments sous les toits de tente, le stade olympique est classé depuis 1997.
Sa capacité est de 63 118 places.

## Histoire
Six ans avant les Jeux olympiques d'été de 1972, rien n'est prêt. Le site olympique n'est qu'un vaste terrain de trois kilomètres carrés, à quatre kilomètres de Munich, que l'on appelle l'Oberwiesenfeld. Autrefois utilisé pour des exercices militaires, puis comme aéroport dans l'entre-deux-guerres, le lieu sert en 1945 à y déverser les ruines de la ville bombardée, le tout créant une véritable colline artificielle de 60 mètres de haut. Dès 1967, un concours architectural départage plusieurs candidats et désigne le cabinet de Günter Behnisch, à Stuttgart, pour l'aménagement du lieu. La surprise est de taille, tout le monde voyait le projet de Werner March, architecte du complexe berlinois des JO de 1936, l'emporter haut la main, avec sa grande arène de 90 000 places. Mais le projet de Behnisch tire mieux parti de l'ensemble du terrain, et est axé autour d'une idée novatrice : des tentes élaborées par l'architecte Frei Otto, des toits tendus (un treillis de câbles supportant des carreaux de verre) au-dessus des bâtiments, dans une impression d'harmonie avec les alentours boisés, et de légèreté structurelle. Le tout est alors à la pointe de la modernité, techniquement et esthétiquement, grâce à la contribution d'Otto, inspirateur de l'architecture biomorphe. Mais l'aménagement du terrain est également entièrement repensé. La colline, renommée Olympiaberg, sert ainsi de support au projet, et à ses pieds un lac de 80 000 mètres carrés est creusé afin de créer un ensemble harmonieux : le paysage entier est remodelé avec l'aide du professeur Grzimek, de Cassel.
L'Oberwiesenfeld reçoit la majeure partie des équipements nécessaires : le stade olympique, plusieurs gymnases, une piscine, des courts de tennis. Mais en plus des équipements sportifs, le village olympique y est également situé, de même que le centre de presse et les hébergements des journalistes, ainsi qu'une scène en plein air, sur les rives du lac, pour recevoir concerts et manifestations touristiques. Enfin, le symbole des jeux est l'Olympiaturm, une tour de 290 mètres de haut, exemple de modernité, au sommet de laquelle un restaurant fait l'enchantement des spectateurs et des journalistes, grâce à la vue lointaine des Alpes bavaroises et de la ville de Munich. Les travaux de l'ensemble progressent vite : la tour est ouverte en 1968, les travaux du complexe sportif débutent dès l'année suivante, les toits de tente, conçus par F. Leonhardt, sont tendus en 1971, l'Olympiastadion est inauguré le 26 mai 1972 par un match de football entre la RFA et l'URSS (4-1). Tout est prêt pour l'ouverture des jeux le 26 août 1972, devant 80 000 personnes. La flamme est allumée par l'athlète allemand Günter Zahn.
L’Olympiastadion est depuis le cadre de grands événements sportifs, que ce soit sur le plan national ou international. Ses travées voit défiler quelque cinquante millions de spectateurs en 32 ans. Sa pelouse de 105 mètres de long pour 68 mètres de large est pourvue d’arroseurs automatiques et d’un système de chauffage. Aujourd’hui, la capacité du stade est réduite à 63 000 spectateurs. Outre les Jeux Olympiques de 1972, le stade Olympique reste également dans les mémoires comme le stade dans lequel la RFA remporte, le 7 juillet 1974, la finale de la Coupe du monde de la FIFA en surclassant les Pays-Bas de Cruyff, pourtant favoris. La génération hollandaise suivante garde un meilleur souvenir de l’Olympiastadion : c’est en effet ici que les Pays-Bas battent l’URSS 2-0, en finale de l’Euro 88. La fantastique reprise de volée de Marco van Basten en pleine lucarne ne finit pas de faire parler d’elle.
En 1993, l’Olympique de Marseille remporte la finale de la Ligue des champions face au Milan AC grâce à un but du défenseur Basile Boli. Quatre ans plus tard, c’est le Borussia Dortmund qui remporte cette même épreuve en battant la Juventus Turin (3-1). Au fil du temps, le stade Olympique voit défiler les meilleures équipes du monde, les clubs les plus prestigieux comme l’Inter Milan, le FC Barcelone, le Real Madrid ou Manchester United sont tous venus défier le Bayern Munich dans son antre. Les plus grands artistes ont également défilé sur cette pelouse, dont Diego Maradona, en demi-finale de la Coupe UEFA 1988-1989 avec le SSC Naples.
Mais cette pelouse chargée d’histoire n'est plus témoin des exploits des meilleurs joueurs. Le Bayern Munich a en effet déménagé à l'orée de la saison 2005-06 pour s’installer à l'Allianz Arena, situé au nord de la ville. Le Bayern Munich partage une grande part de son succès avec l’Olympiastadion : 18 titres de champion, 11 Coupes d’Allemagne, 4 Coupes d’Europe des clubs champions ou Ligue des champions (1974, 1975, 1976 et 2001), et les Coupes intercontinentales en 1976 et 2001, sans oublier la Coupe de l’UEFA en 1996.
Depuis 2005, l'avenir de l'Olympiastadion reste inconnu. Le stade accueille néanmoins divers évènements sportifs comme la finale de la Ligue des champions féminine de 2012 entre l'Olympique lyonnais et le FFC Francfort (2-0) disputée devant 50 212 spectateurs. Il est aujourd'hui possible de le visiter puisqu'une partie du bâtiment est ouverte au public, les vestiaires notamment.

## Les événements
- Jeux olympiques d'été de 1972 ;
- Coupe du monde de football de 1974 ;
- Finale de la Coupe des clubs champions européens 1978-1979, 30 mai 1979 ;
- Championnat d'Europe de football 1988 ;
- Individual Speedway World Championship, 2 septembre 1989 ;
- Finale de la Ligue des champions de l'UEFA 1992-1993, 26 mai 1993 ;
- Finale de la Ligue des champions de l'UEFA 1996-1997, 28 mai 1997 ;
- Coupe d'Europe des nations d'athlétisme 1997 ;
- Championnats d'Europe d'athlétisme 2002, 6 au 11 août 2002 ;
- Coupe d'Europe des nations d'athlétisme 2007, 23 et 24 juin 2007 ;
- Finale de la Ligue des champions féminine de l'UEFA 2011-2012, 17 mai 2012[2];
- Championnats d'Europe d'athlétisme 2022 du 15 au 21 août 2022.

## Concerts
Le stade olympique est la plus grande scène de Munich depuis 1982 et est utilisé pour des concerts en plein air.
Michael Jackson, tout au long de sa carrière, donnera 5 concerts à guichet fermé dans le stade. Le premier concert a lieu le 8 juillet 1988 durant son Bad World Tour, avec plus de 72 000 spectateurs présents. Le second concert, complet lui aussi, le 27 juin 1992, lance sa tournée Dangerous, également devant 72 000 fans. Les deux concerts suivants se tiennent les 4 et 6 juillet 1997 durant le HIStory World Tour avec au total 145 000 personnes présentes ; ces deux concerts ont été filmés et diffusés à la télévision dans de nombreux pays. Le cinquième et dernier concert, le 27 juin 1999 était le deuxième concert Michael Jackson & Friends, dans lesquels la star rejoint plusieurs autres artistes dans le but de lever des fonds pour aider les enfants défavorisés dans le monde.
Le 7 août 2016, la chanteuse barbadienne Rihanna s'y produisit, dans le cadre de sa cinquième tournée mondiale Anti World Tour.
Depuis 2022, le stade est utilisé pour certains concerts dans le cadre du Superbloom Festival.
La liste suivante montre tous les concerts qui ont eu lieu dans le stade olympique. Deux concerts consécutifs du même artiste sont considérés comme un seul événement.
| Date              | Tête d'affiche           | Titre tournée / Concert               | Première partie                             | Affluence   | Notes                                       |
| Années 1980       | Années 1980              | Années 1980                           | Années 1980                                 | Années 1980 | Années 1980                                 |
| ----------------- | ------------------------ | ------------------------------------- | ------------------------------------------- | ----------- | ------------------------------------------- |
| 10 juin 1982      | The Rolling Stones       | The Rolling Stones European Tour 1982 | Peter Maffay                                |             |                                             |
| 11 juin 1982      | The Rolling Stones       | The Rolling Stones European Tour 1982 | Peter Maffay                                |             |                                             |
| 18 juin 1985      | Bruce Springsteen        | Born in the U.S.A. Tour               |                                             | 37 000      |                                             |
| 21 juin 1987      | Genesis                  | Invisible Touch Tour                  |                                             |             |                                             |
| 3 juillet 1988    | Pink Floyd               | A Momentary Lapse of Reason           |                                             |             |                                             |
| 8 juillet 1988    | Michael Jackson          | Bad World Tour                        | Kim Wilde                                   | 72 000      |                                             |
| Années 1990       |                          |                                       |                                             |             |                                             |
| 27 mai 1990       | Tina Turner              | Foreign Affair: The Farewell Tour     |                                             | 75 000      |                                             |
| 2 juin 1990       | The Rolling Stones       | Steel Wheels/Urban Jungle Tour        |                                             |             |                                             |
| 3 juin 1990       | The Rolling Stones       | Steel Wheels/Urban Jungle Tour        |                                             |             |                                             |
| 14 juin 1990      | Prince                   | Nude Tour                             | Mavis Staples                               |             |                                             |
| 27 juin 1992      | Michael Jackson          | Dangerous World Tour                  |                                             | 75 000      |                                             |
| 17 juillet 1992   | Genesis                  | We Can't Dance Tour                   |                                             |             |                                             |
| 4 juin 1993       | U2                       | Zoo TV Tour                           | Stereo MC's, Die Toten Hosen                | 56 000      |                                             |
| 26 juin 1993      | Guns N' Roses            | Use Your Illusion Tour                | The Brian May Band                          |             |                                             |
| 4 août 1994       | Pink Floyd               | The Division Bell Tour                |                                             |             |                                             |
| 3 août 1995       | The Rolling Stones       | Voodoo Lounge Tour                    |                                             | 67 509      |                                             |
| 25 mai 1996       | Sting                    | Mercury Falling 1996/1997             |                                             |             |                                             |
| 26 mai 1996       | Dave Matthews Band       | Summer 1996                           |                                             |             |                                             |
| 4 juillet 1997    | Michael Jackson          | HIStory World Tour                    |                                             | 150 000     | Concerts filmés et diffusés à la télévision |
| 6 juillet 1996    | Michael Jackson          | HIStory World Tour                    |                                             | 150 000     | Concerts filmés et diffusés à la télévision |
| 14 juin 1998      | Elton John et Billy Joel | Face to Face 1998                     |                                             |             |                                             |
| 13 juillet 1998   | The Rolling Stones       | Bridges to Babylon Tour               | Hothouse Flowers                            | 74 588      |                                             |
| 27 juin 1999      | Michael Jackson          | MJ & Friends                          |                                             | 80 000      |                                             |
| 3 juillet 1999    | Céline Dion              | Let's Talk About Love World Tour      | Xavier Naidoo                               | 57 479      |                                             |
| Années 2000       |                          |                                       |                                             |             |                                             |
| 23 juillet 2000   | Tina Turner              | Twenty Four Seven Tour                | Joe Cocker                                  | 73 920      |                                             |
| 14 juin 2001      | AC/DC                    | Stiff Upper Lip World Tour            |                                             |             | Concert filmé et sorti en DVD               |
| 30 juin 2001      | Bon Jovi                 | One Wild Night Tour                   |                                             |             |                                             |
| 6 juin 2003       | The Rolling Stones       | Licks Tour                            | The Cranberries                             |             |                                             |
| 10 juin 2003      | Bruce Springsteen        | The Rising Tour                       |                                             |             |                                             |
| 13 juin 2003      | Bon Jovi                 | Bounce Tour                           |                                             |             |                                             |
| 6 juillet 2003    | Robbie Williams          | 2003 Tour                             |                                             |             |                                             |
| 6 juin 2004       | Phil Collins             | First Final Farewell Tour             |                                             |             |                                             |
| 13 juin 2004      | Metallica                | Madly in Anger with the World Tour    |                                             |             |                                             |
| 28 juillet 2004   | Simon and Garfunkel      | Old Friends                           |                                             |             |                                             |
| 3 août 2005       | U2                       | Vertigo Tour                          | Keane, The Zutons                           | 77 435      |                                             |
| 28 mai 2006       | Bon Jovi                 | Have A Nice Day Tour                  | Nickelback                                  | 71 467      |                                             |
| 16 juillet 2006   | The Rolling Stones       | A Bigger Bang                         |                                             | 53 501      |                                             |
| 1er août 2006     | Robbie Williams          | Close Encounters Tour                 | Basement Jaxx                               |             |                                             |
| 2 août 2006       | Robbie Williams          | Close Encounters Tour                 | Basement Jaxx                               |             |                                             |
| 3 août 2006       | Robbie Williams          | Close Encounters Tour                 | Basement Jaxx                               |             |                                             |
| 29 juin 2007      | Red Hot Chili Peppers    | Stadium Arcadium Tour                 |                                             |             |                                             |
| 10 juillet 2007   | Genesis                  | Turn It On Again: The Tour            |                                             |             |                                             |
| 22 septembre 2007 | The Police               | The Police Reunion Tour               | Fiction Plane                               | 44 740      |                                             |
| 24 mai 2008       | Bon Jovi                 | Lost Highway Tour                     |                                             | 70 473      |                                             |
| 22 juin 2008      | Céline Dion              | Taking Chances World Tour             | Jon Mesek                                   |             |                                             |
| 15 mai 2009       | AC/DC                    | Black Ice World Tour                  | Claudia Cane Band                           | 66 023      |                                             |
| 13 juin 2009      | Depeche Mode             | Tour of the Universe                  | M83                                         | 60 293      | Concert enregistré et sorti en DVD.         |
| 2 juillet 2009    | Bruce Springsteen        | Working on a Dream Tour               |                                             | 39 896      |                                             |
| 18 août 2009      | Madonna                  | Sticky and Sweet Tour                 | Paul Oakenfold                              | 35 127      |                                             |
| Années 2010       |                          |                                       |                                             |             |                                             |
| 15 septembre 2010 | U2                       | U2 360° Tour                          | OneRepublic                                 | 76 150      |                                             |
| 12 juin 2011      | Bon Jovi                 | Bon Jovi Live                         | The Breakers                                | 68 025      |                                             |
| 29 juillet 2011   | Take That                | Progress Live                         | Pet Shop Boys                               | 52 3796     |                                             |
| 12 septembre 2012 | Coldplay                 | Mylo Xyloto Tour                      | Marina and the Diamonds, Charli XCX         |             |                                             |
| 18 mai 2013       | Bon Jovi                 | Because We Can Tour                   |                                             | 64 284      |                                             |
| 26 mai 2013       | Bruce Springsteen        | Wrecking Ball World Tour              |                                             | 41 579      |                                             |
| 1er juin 2013     | Depeche Mode             | The Delta Machina Tour                | Trentemøller                                | 6 2976      |                                             |
| 7 août 2013       | Robbie Williams          | Take the Crown Stadium Tour           | Olly Murs                                   |             |                                             |
| 19 mai 2015       | AC/DC                    | Rock or Bust World Tour               | Vintage Trouble                             | 140 000     |                                             |
| 21 mai 2015       | AC/DC                    | Rock or Bust World Tour               | Vintage Trouble                             | 140 000     |                                             |
| 17 juin 2016      | Bruce Springsteen        | The River Tour 2016                   |                                             | 54 119      |                                             |
| 7 août 2016       | Rihanna                  | Anti World Tour                       | Big Sean, Alan Walker, Bibi Bourelly        |             |                                             |
| 6 juin 2017       | Coldplay                 | A Head Full of Dreams Tour            | AlunaGeorge, Schmidt                        | 62 548      |                                             |
| 9 juin 2017       | Depeche Mode             | Global Spirit Tour                    | The Horrors                                 | 60 066      |                                             |
| 13 juin 2017      | Guns N' Roses            | Not in This Lifetime... Tour          | The Kills, Phil Campbell & The Bastard Sons | 66 795      |                                             |
| 22 juillet 2017   | Robbie Williams          | The Heavy Entertainment Show Tour     | Erasure                                     |             |                                             |
| 12 septembre 2017 | The Rolling Stones       | No Filter Tour                        | Kaleo                                       | 72 637      |                                             |
| 29 juillet 2018   | Ed Sheeran               | Divide Tour                           | Anne Marie, Jamie Lawson                    | 135 036     |                                             |
| 30 juillet 2018   | Ed Sheeran               | Divide Tour                           | Anne Marie, Jamie Lawson                    | 135 036     |                                             |
| 8 juin 2019       | Rammstein                | Rammstein Stadium Tour                |                                             | 121 250     |                                             |
| 9 juin 2019       | Rammstein                | Rammstein Stadium Tour                |                                             | 121 250     |                                             |
| 24 juin 2019      | Phil Collins             | Not Dead Yet Tour                     | Wet Wet Wet                                 | 38 723      |                                             |
| 26 juillet 2019   | Pink                     | Beautiful Trauma World Tour           | Vance Joy, Bang Bang Romeo, KidCutUp        | 113 564     |                                             |
| 27 juillet 2019   | Pink                     | Beautiful Trauma World Tour           | Vance Joy, Bang Bang Romeo, KidCutUp        | 113 564     |                                             |
| 23 août 2019      | Metallica                | WorldWired Tour                       | Ghost, Bokassa                              | 68 117      |                                             |
| 8 juillet 2022    | Guns N' Roses            | 2020 Tour                             | Gary Clark, Jr.                             |             |                                             |
| 10 septembre 2022 | Ed Sheeran               | +–=÷× Tour                            | Gary Clark, Jr., Dirty Honey                | 211 782     |                                             |
| 11 septembre 2022 | Ed Sheeran               | +–=÷× Tour                            | Gary Clark, Jr., Dirty Honey                | 211 782     |                                             |
| 12 septembre 2022 | Ed Sheeran               | +–=÷× Tour                            | Gary Clark, Jr., Dirty Honey                | 211 782     |                                             |
| 17 mai 2023       | Harry Styles             | Love on Tour                          | Wet Leg                                     |             |                                             |
| 18 mai 2023       | Harry Styles             | Love on Tour                          | Wet Leg                                     |             |                                             |
| 7 juin 2023       | Rammstein                | Europe Stadium Tour 2023              |                                             |             |                                             |
| 8 juin 2023       | Rammstein                | Europe Stadium Tour 2023              |                                             |             |                                             |
| 10 juin 2023      | Rammstein                | Europe Stadium Tour 2023              |                                             |             |                                             |
| 11 juin 2023      | Rammstein                | Europe Stadium Tour 2023              |                                             |             |                                             |
| 5 juillet 2023    | Pink                     | Summer Carnival                       | KidCutUp, The Script, Gayle                 |             |                                             |
| 6 juillet 2023    | Pink                     | Summer Carnival                       | KidCutUp, The Script, Gayle                 |             |                                             |
| 4 août 2023       | The Weeknd               | The After Hours Til Dawn Tour         | Kaytranada, Mike Dean                       |             |                                             |
| 9 juin 2024       | AC/DC                    | Power Up Tour                         |                                             |             |                                             |
| 12 juin 2024      | AC/DC                    | Power Up Tour                         |                                             |             |                                             |
| 27 juillet 2024   | Taylor Swift             | The Eras Tour                         |                                             |             |                                             |
| 28 juillet 2024   | Taylor Swift             | The Eras Tour                         |                                             |             |                                             |
| 15 août 2024      | Coldplay                 | Music of the Spheres World Tour       | Maggie Rogers Wilhelmine                    |             |                                             |
| 17 août 2024      | Coldplay                 | Music of the Spheres World Tour       | Maggie Rogers Wilhelmine                    |             |                                             |
| 18 août 2024      | Coldplay                 | Music of the Spheres World Tour       | Maggie Rogers Wilhelmine                    |             |                                             |
| 26 juillet 2025   | Robbie Williams          |                                       |                                             |             |                                             |

## Galerie

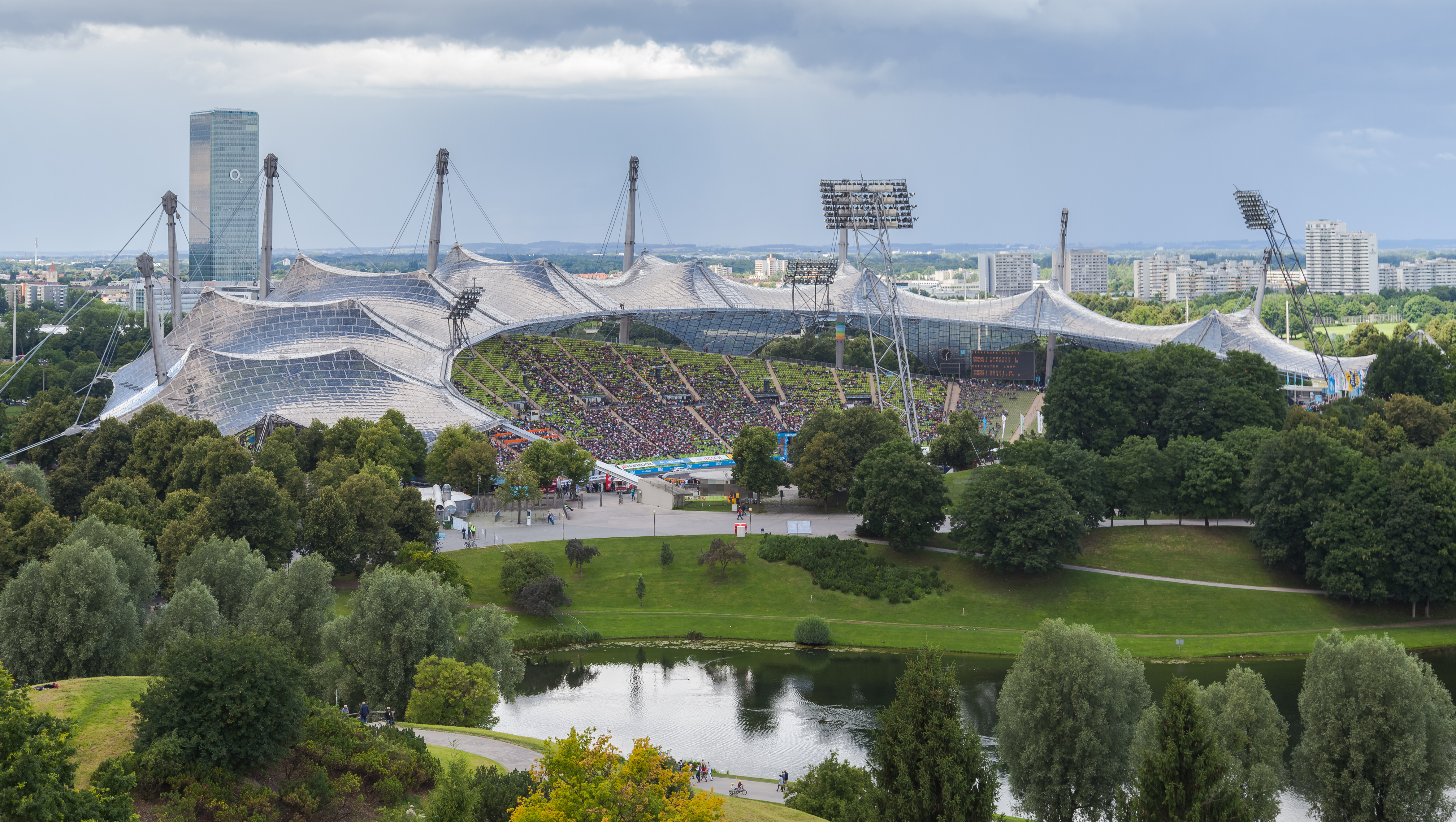
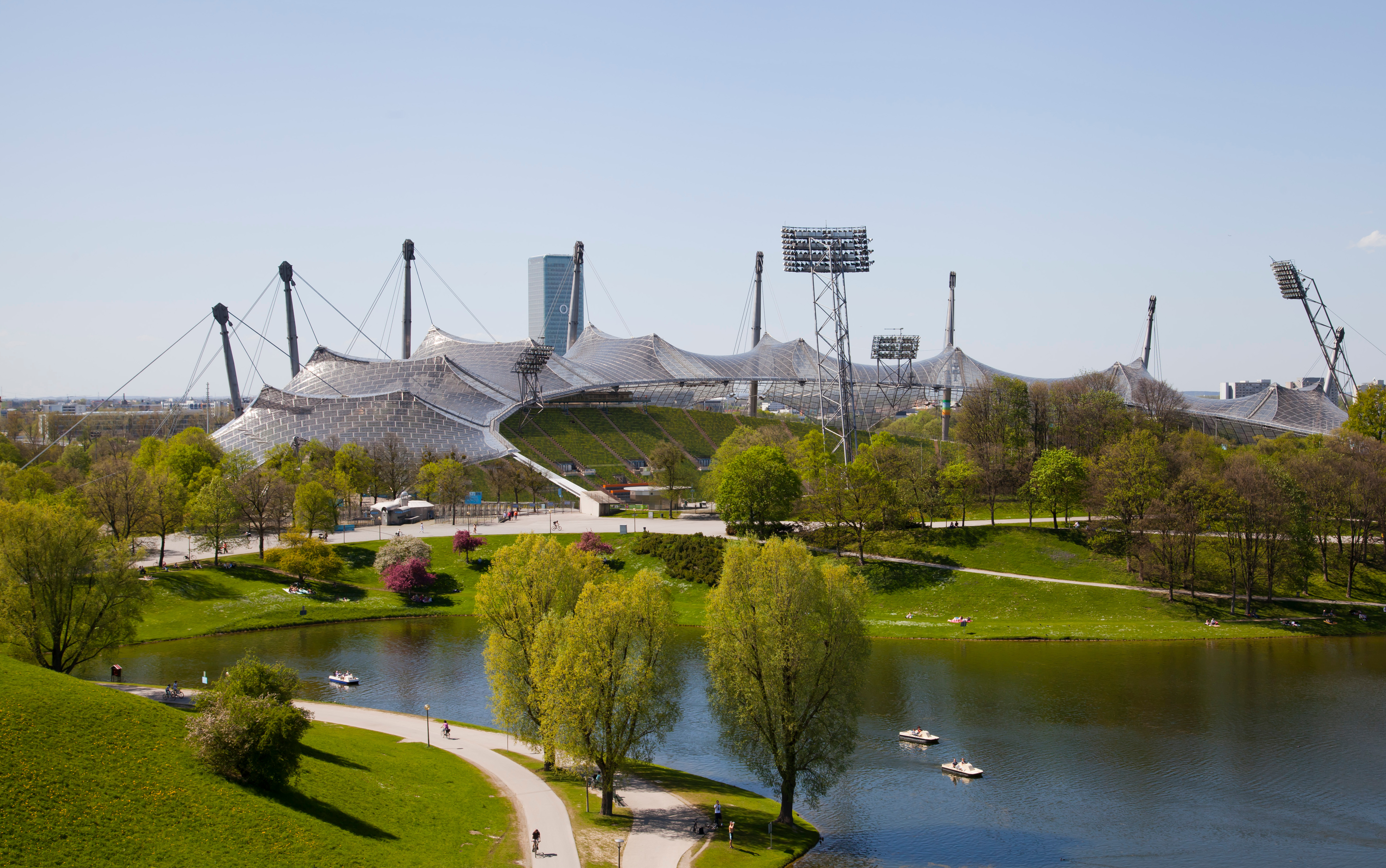
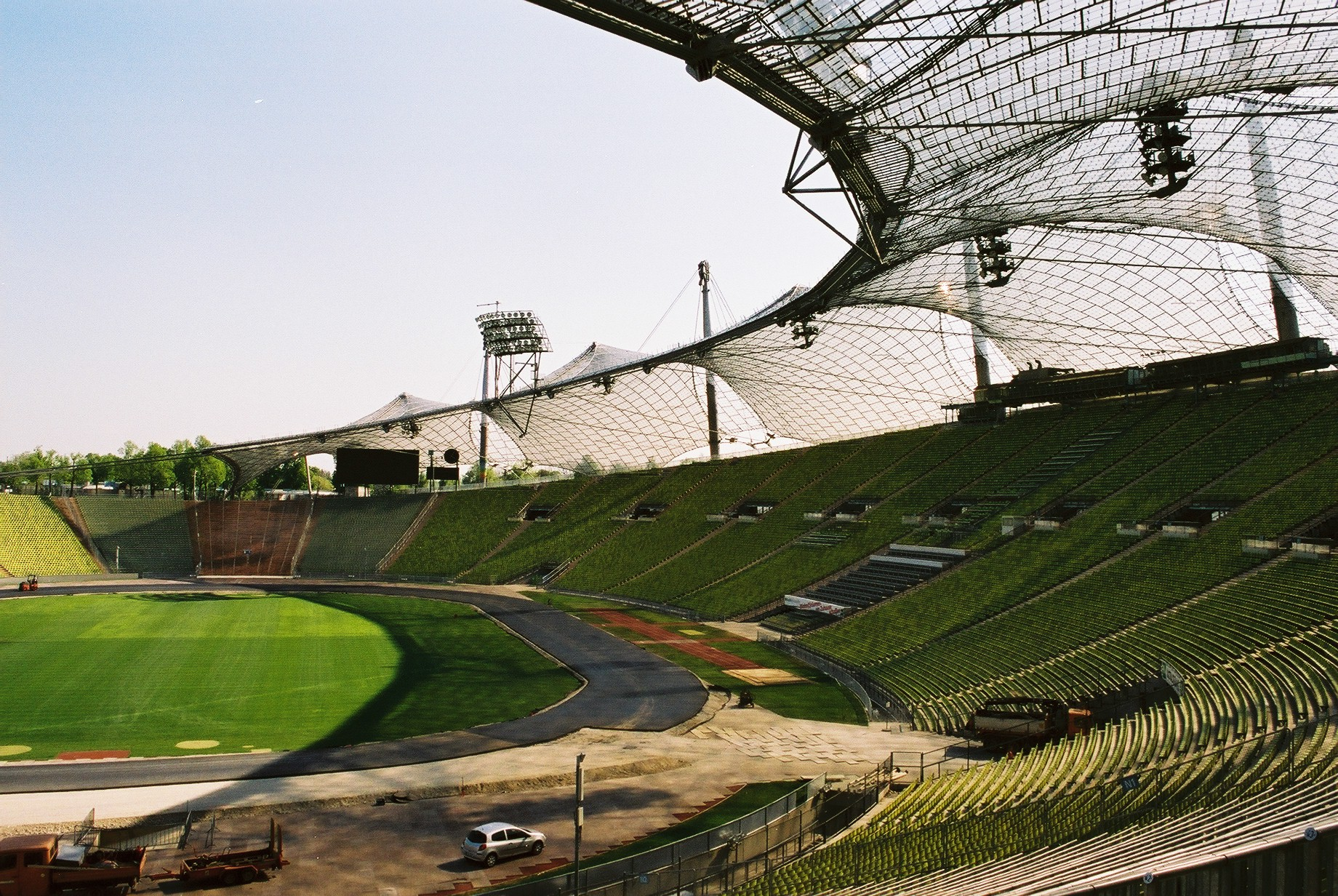
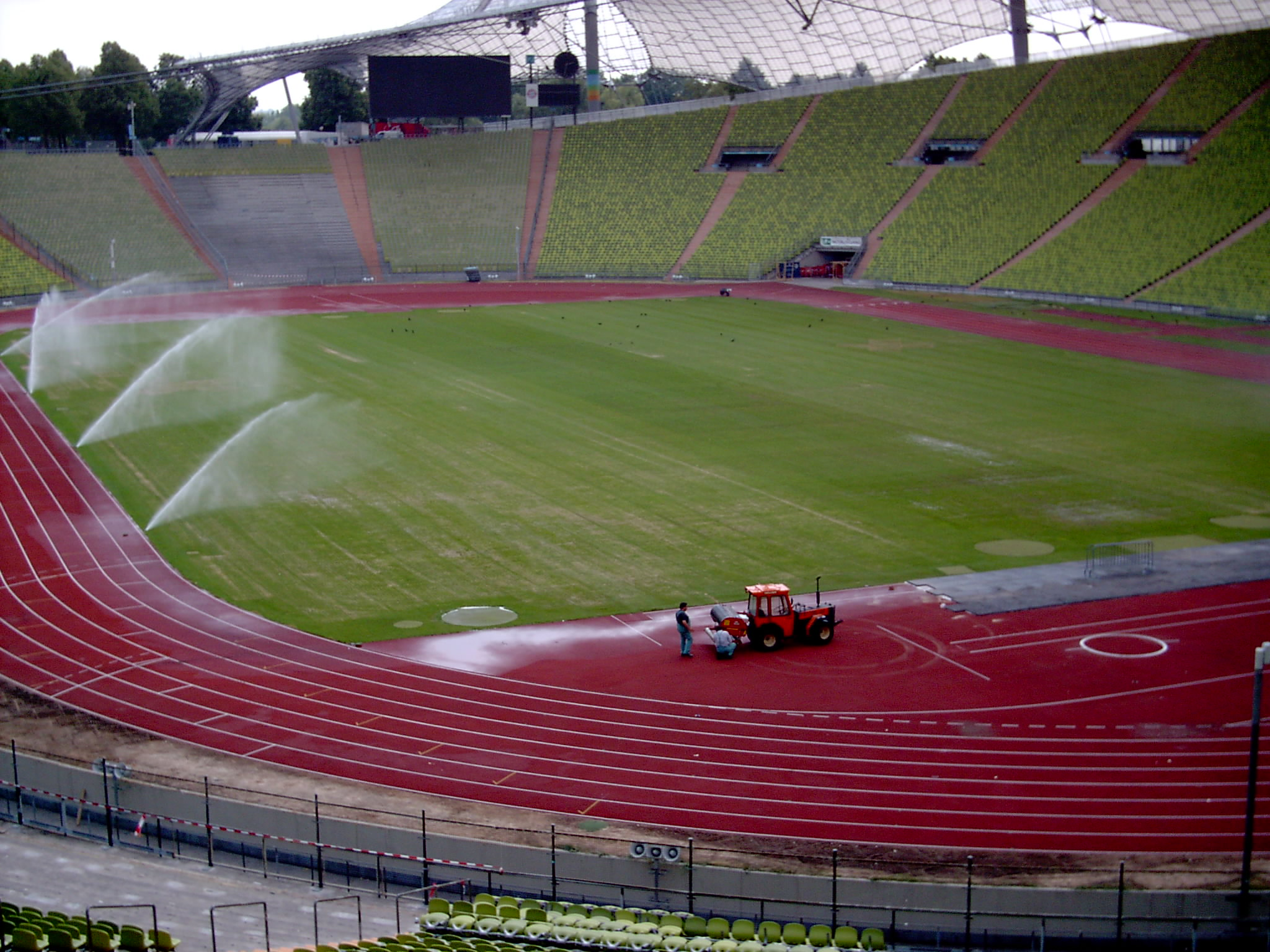
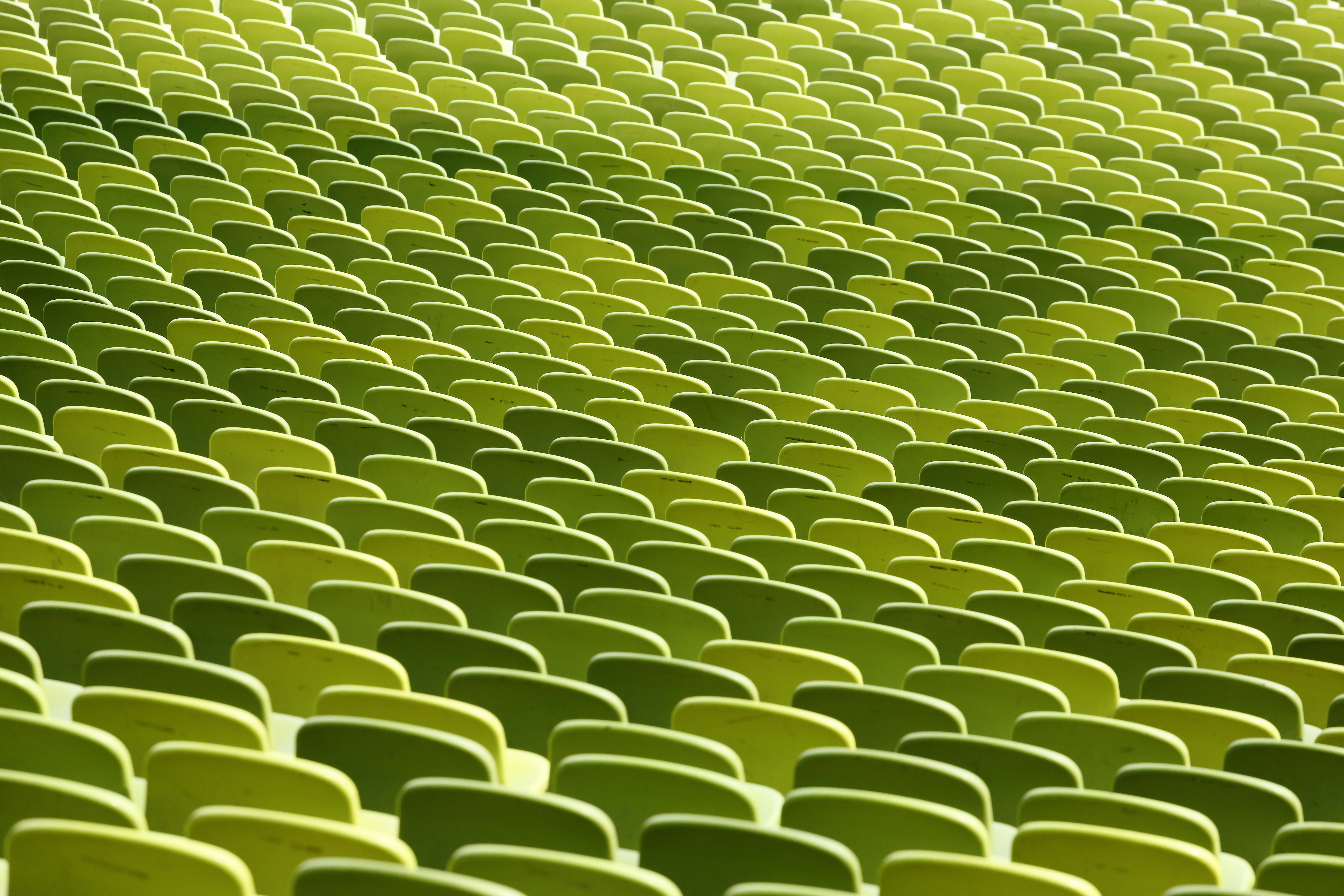